# Громадник сіроголовий
Громадник сіроголовий (Pseudonigrita arnaudi) — вид горобцеподібних птахів родини ткачикових (Ploceidae).

## Назва
Вид названо на честь Жозефа Понса д'Арно (1811-1884), французького дослідника, який зібрав типовий зразок приблизно в 1841 році біля Джуби, і відправив його до Французького музею природної історії.

## Поширення
Ареал виду простягається від західної частини Судану, через Південний Судан, південь Ефіопії, Уганду, Кенію до північної та центральної Танзанії. Живе у саванах, вкритих колючим чагарником і акаціями на низовинах і пагорбах нижче 1400 метрів над рівнем моря.

## Підвиди
Виділяють три підвиди:
- Pseudonigrita arnaudi arnaudi – східніше Великої Рифтової долини;
- Pseudonigrita arnaudi australoabyssinicus – південь Ефіопії;
- Pseudonigrita arnaudi dorsalis – Масаї-Мара через Серенгеті до озера Еясі.

## Опис
Дрібний птах, його довжина становить 11–12 см, вага 15–26 г (0,53–0,92 унції). Це горобцеподібний птах печінкового кольору з блідо-сірим верхом, темно-сірим дзьобом, білуватим кільцем в оці, роговими ногами, з трохи чорного кольору на крилах і світлою кінцевою смугою на відносно короткому хвості. Під час польоту видно смугу хвоста. Шапка дорослого самця майже біла, у самиць вона світло-сіра.